# Bahnhof Shepherd’s Bush
Der Bahnhof Shepherd’s Bush ist ein Bahnhof in der britischen Hauptstadt London. Er liegt nahe der gleichnamigen Station der Central Line im Stadtteil Shepherd’s Bush. Sie sind als Umsteigeknoten in der Tube Map aufgezeichnet, obwohl ein Fußweg von rund 100 Metern zu absolvieren ist. Die Circle/H&C-Station Shepherd’s Bush Market liegt rund 500 Meter entfernt.
Geografisch liegt der Bahnhof an der Grenze des London Borough of Hammersmith and Fulham und des Royal Borough of Kensington and Chelsea, da die West London Line vorwiegend die Grenze bildet.
Der Bahnhof wird von Zügen der London Overground und von Southern bedient, welche die West London Line befahren.

## Geschichte

Geschlossene und existierende Stationen im Shepherd's-Bush-Gebiet

Zwischen 1869 und 1940 befand sich an derselben Stelle die Station Uxbridge Road, die von U-Bahn-Zügen der Metropolitan Line bedient wurde. Das Ende der Station kam mit der deutschen Bombardierung Londons im Zweiten Weltkrieg, als die gesamte West London Line ihren Betrieb einstellen musste. Mit der Wiederinbetriebnahme des Personenverkehrs auf der Strecke 1999 wurde die Station Uxbridge Road jedoch nicht wiedereröffnet.
2005 wurde unter der Regie des damaligen Franchise-Inhabers Silverlink Metro mit der Planung der Station Shepherd’s Bush begonnen. Treibende Kraft war die Westfield Group, die in unmittelbarer Nähe das Einkaufszentrum Westfield Shopping im Rahmen einer Bauentwicklung namens White City Development erbaute. Im Bau der Station war auch der Umbau der Central-Line-Station und die Verbindung zwischen beiden vorgesehen. Für dieses Einkaufszentrum wurde auch die Station Wood Lane der Hammersmith & City Line im Jahr 2008 eröffnet.
Der Bau begann 2006 – als Eröffnungstermin wurde 2007 angegeben. Dieser verzögerte sich jedoch, als sich herausstellte, dass der Abstand zwischen Bahnsteig und Gleis nicht sicherheitskonform war. Schließlich wurde der Bahnhof am 28. September 2008 dem Verkehr übergeben. Das Franchise war mittlerweile zu London Overground gewechselt.

## Betrieb
Die Station wird von London Overground und Southern bedient:
- zweimal pro Stunde (Stratford −) Willesden Junction – Shepherd's Bush – Kensington (Olympia) – Clapham Junction (London Overground)
- einmal pro Stunde Milton Keynes Central – Watford Junction – Wembley Central – Shepherd's Bush – Kensington (Olympia) – East Croydon (Southern)

## Zukunft
Langfristig ist für die London Overground ein 15-Minuten-Takt geplant, so soll der bisherige Zuglauf mit demjenigen der Bahnstrecke Gospel Oak–Barking verknüpft werden, wofür aber Baumaßnahmen in Gospel Oak notwendig sind.